# Christine Bjerendal
Christine Bjerendal (Lindome, 3 de fevereiro de 1987) é uma atleta sueca de tiro com arco.